# Dahouara
Dahouara (în arabă الدھوارة) este o comună din provincia Guelma, Algeria.
Populația comunei este de 7.886 de locuitori (2008).